# Martin von Haselberg
Martin Rochus Sebastian von Haselberg (* 20. Januar 1949 in Buenos Aires, Argentinien) ist ein amerikanischer Performancekünstler und Schauspieler.

## Leben und Werk
Martin von Haselberg ist deutscher Herkunft und lebt in den USA. Während seines Studiums an der East 15 Acting School machte er Bekanntschaft mit Brian Routh. Zusammen gründeten sie das Performanceduo The Kipper Kids, auch Harry und Harry Kipper genannt, und traten international mit drastischen Performances auf.
Seit 1984 sind Martin von Haselberg und Bette Midler verheiratet. Die gemeinsame Tochter Sophie von Haselberg ist 1986 geboren.
Als Schauspieler trat von Haselberg in verschiedenen Fernsehprogrammen und Shows, u. a. The Mondo Beyondo Show, auf.